# Isolona hexaloba
Isolona hexaloba là loài thực vật có hoa thuộc họ Na. Loài này được (Pierre) Engl. & Diels mô tả khoa học đầu tiên năm 1900.